# ناحیه چری گراو، میشیگان
ناحیه چری گراو (به انگلیسی: Cherry Grove Township) یک منطقهٔ مسکونی در ایالات متحده آمریکا است که در شهرستان وکسفورد، میشیگان واقع شده‌است.
 ناحیه چری گراو ۹۳٫۷ کیلومتر مربع مساحت و ۲٬۳۲۸ نفر جمعیت دارد و ۳۹۱ متر بالاتر از سطح دریا واقع شده‌است.